# 泰勒 (明尼蘇達州)
泰勒（英語：Tyler）是一個位於美國明尼蘇達州林肯縣的城市。

## 歷史
泰勒於1879年成立，同年設立營運至今的郵局。此地得名自報刊主編C·B·泰勒（C. B. Tyler）。

## 人口
根據2020年美國人口普查的數據，泰勒的面積為5.55平方千米，當中陸地面積為5.44平方千米，而水域面積為0.11平方千米。當地共有人口1138人，而人口密度為每平方千米205人。